# Spodek

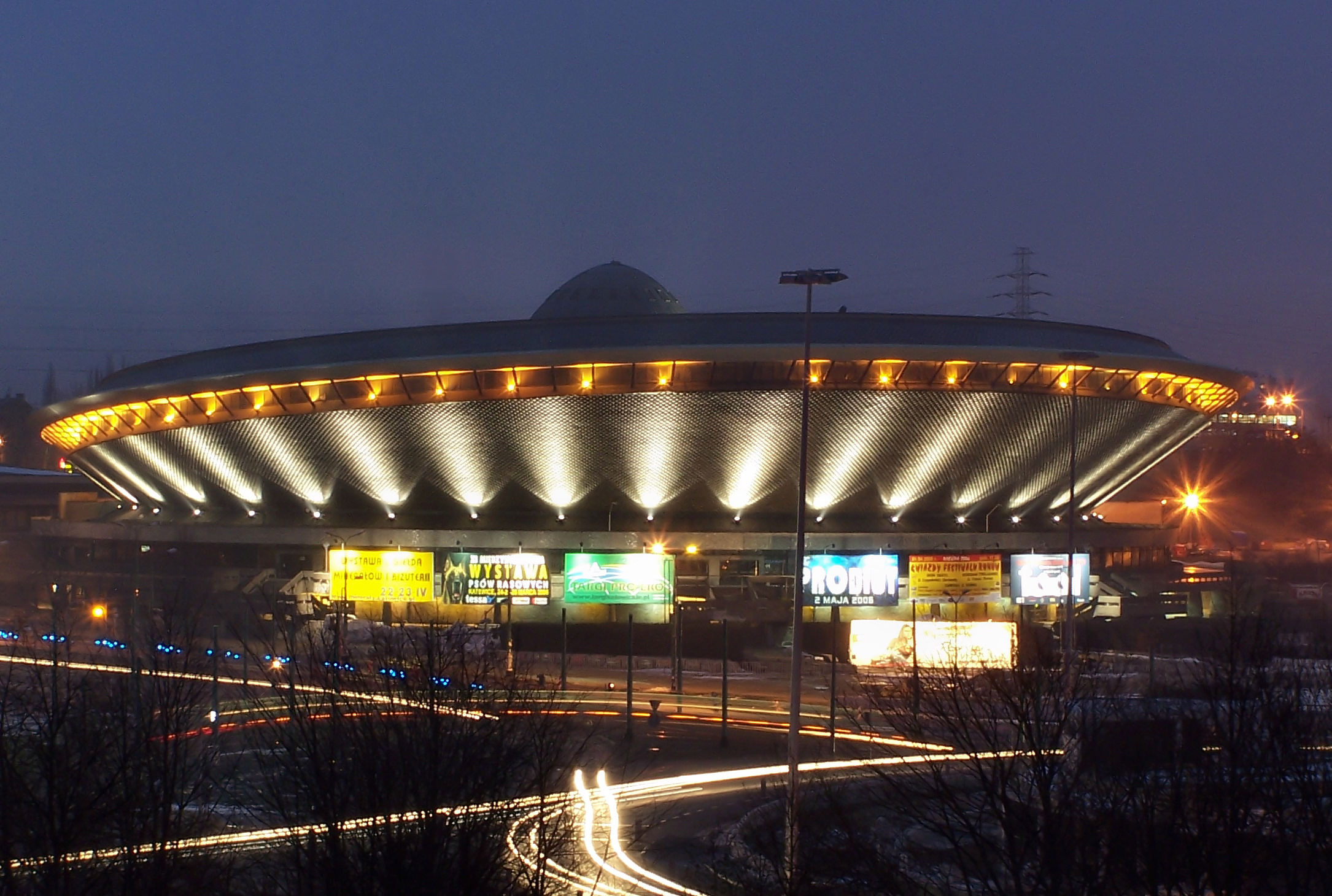
Spodek (iluminação nocturna).

O Spodek é uma arena multiusos localizada na cidade de Katowice, Polónia, inaugurada em 1971. Além do edifício principal, o complexo da arena inclui um ginásio, uma pista de gelo, um hotel e três grandes estacionamentos. É o maior recinto fechado deste género em toda a Polónia. O Spodek é utilizado principalmente para jogos de hóquei sobre gelo, ainda que também é sede de numerosos eventos culturais e comerciais, sendo os concertos eventos não desportivos muito comuns. O Spodek tem uma capacidade para 11.500 espectadores, ainda que normalmente é limitado a 10.000 ou inclusive 8.000, de modo a melhorar a visibilidade nos seus eventos. O seu nome significa pequeno disco em polaco, já que a sua forma lembra a de um disco voador.

## História
A ideia de construir uma arena de grandes magnitude surgiu em 1955, quando Katowice foi, temporariamente, chamada de Stalinogród (Estalinegrado). Foi levado a cabo um concurso para eleger o melhor desenho do recinto. Inicialmente a sua construção seria no arredores, mas o conselho da cidade decidiu-se por uma localização próxima do centro da cidade. O lugar eleito para a construção do Spodek costumava ser um pequena lixeira. A construção deteve-se por 18 meses, visto que os trabalhadores formaram os alicerces com carvão ao invés de terra.
No verão de 2009, o pavilhão acolheu a fase final do Eurobasket 2009 que se celebrou na Polónia.